# Милютин, Андрей Степанович
Андрей Степанович Милютин (1924—1985) — старший сержант Рабоче-крестьянской Красной Армии, участник Великой Отечественной войны, Герой Советского Союза (1946).

## Биография
Андрей Милютин родился 15 февраля 1924 года в селе Церковище (ныне — Шкловский район Могилёвской области Белоруссии). После окончания школы-семилетки работал в колхозе. Позднее окончил школу фабрично-заводского ученичества, работал на железной дороге. В октябре 1942 года Милютин был призван на службу в Рабоче-крестьянскую Красную Армию. С сентября 1943 года — на фронтах Великой Отечественной войны. К январю 1945 года старший сержант Андрей Милютин командовал пулемётным взводом 1409-го зенитного артиллерийского полка 38-й зенитной артиллерийской дивизии 2-го Украинского фронта. Отличился во время штурма Будапешта.
В ходе отражения вражеской контратаки взвод Милютина, выкатив свои пулемёты на открытую позицию, уничтожил 1 бронетранспортёр и около 60 солдат и офицеров противника, очистив несколько городских кварталов. В ходе дальнейшего продвижения Милютин уничтожил большое количество пулемётных точек и снайперов, что способствовало продвижению вперёд стрелковых частей. 11 января 1945 года Милютин заменил собой погибшего командира роты. Под его руководством она уничтожила 1 бронетранспортёр, 12 наблюдательных пунктов, 3 автомашины, 20 огневых точек, около 350 солдат и офицеров противника.
Указом Президиума Верховного Совета СССР от 15 мая 1946 года за «образцовое выполнение заданий командования и проявленные мужество и героизм в боях с немецкими захватчиками» старший сержант Андрей Милютин был удостоен высокого звания Героя Советского Союза с вручением ордена Ленина и медали «Золотая Звезда» за номером 5549.
После окончания войны Милютин был демобилизован. Проживал на родине, после окончания совпартшколы работал председателем сельсовета, заместителем председателя колхоза, заведующим МТФ колхоза. Умер 12 июля 1985 года, похоронен в Церковище.
Был также награждён орденами Отечественной войны 1-й степени и Красной Звезды, рядом медалей.